# Herrmann Ungar
Hermann Ungar (Boskovice, 20 aprile 1893 – Praga, 28 ottobre 1929) è stato uno scrittore ceco, ebreo e un funzionario del Ministero degli Affari Esteri della Cecoslovacchia.

## Biografia
Il padre di Ungar, Emil, era un produttore di sidro e fu sindaco di Boskovice. Dopo essersi diplomato alla scuola pubblica di Brno, Hermann si trasferì a Berlino, dove seguì corsi di studi orientali fino al 1911, proseguendo poi con studi giuridici e filosofici a Monaco e Praga. Dopo aver prestato servizio nella prima guerra mondiale, dove riportò gravi ferite sul fronte galiziano, superò l'esame di Stato e conseguì la laurea nel 1918.
Inizialmente lavorò come avvocato e direttore del teatro di Cheb, dove scrisse anche opere teatrali. Nel 1922 divenne Consigliere di legazione presso la nuova ambasciata cecoslovacca a Berlino. Nello stesso anno sposò Margarete Weiss (nata Stransky). Successivamente tornò a Praga e divenne Commissario Ministeriale presso il Ministero degli Affari Esteri. Durante il suo soggiorno nella città iniziò a frequentare un circolo letterario che comprendeva Franz Kafka, Max Brod ed Ernst Weiß.
Le sue opere iniziarono a riscuotere successo, e, nel 1929, decise di abbandonare il servizio diplomatico. Morì però poco dopo, all'età di soli 36 anni, durante un'appendicectomia che era stata rimandata per troppo tempo.
Sua moglie e i suoi due figli fuggirono nel Regno Unito nel 1939. Suo fratello e i suoi genitori furono assassinati ad Auschwitz nel 1942, mentre sua sorella riuscì a fuggire e si trasferì a Tel Aviv.
La sua opera teatrale Der rote General riscosse un grande successo a Berlino nel 1928 lo stesso avvene per la sua seconda opera teatrale Die Gartenlaube, ma questa non venne rappresentata a Berlino fino a poco dopo la sua morte. Queste opere sono state stampate e ampiamente recensite. I suoi romanzi furono influenzati dall'espressionismo e dalla psicoanalisi e furono elogiati da Thomas Mann, che divenne il padrino del figlio di Ungar, Tom (nato Thomas Michael Ungar). Secondo un necrologio del 2012 di Tom (che ha cambiato il suo nome in Unwin), suo padre "scriveva di sesso e psicosi in un modo che sconvolse le istituzioni".

## Opere
- Boys and Murderers (1920, romanzo)
- The Maimed (1923, romanzo)
- The Murder of Captain Hanika (1925, non-fiction)
- The Class (1927, romanzo)
- The Red General (1928, opera teatrale)
- The Arbor (1930, opera teatrale)
- Colbert's Journey (1930, raccolta di racconti)

Hermann Ungar, Das Gesamtwerk, Verlag Paul Zsolnay, Vienna-Darmstadt, 1989, 461 pp. Dieter Sudhoff, Hermann Ungar Leben-Werk-Wirkung Verlag Königshausen und Neumann Würzburg, 1990, 700 pp.